# (33297) 1998 KW44
1998 كي دابليو 44 (ويعرف أيضًا باسم (33297) 1998 كي دابليو 44 وفق تسمية الكوكب الصغير) (بالإنجليزية: 1998 KW44)‏ هو كويكب ضمن حزام الكويكبات؛ وترتيبه 33297 من حيث الاكتشاف.
اكتُشف هذا الجُرم الفلكي بواسطة بحث لنكولن عن الكويكبات القريبة من الأرض في 22 مايو 1998.

## وصلات خارجية
- (33297) 1998 KW44 في قاعدة بيانات مختبر الدفع النفاث لأجرام النظام الشمسي الصغيرة

- الاكتشاف · مخطط المدار ·  العناصر المدارية · المعلمات المادية

- (33297) 1998 KW44 على موقع ويكي سكاي: DSS2, SDSS, GALEX, IRAS, Hydrogen α, X-Ray, Astrophoto, Sky Map, Articles and images